# Canio G. Vosa
Canio Giuseppe Vosa ( 1934 ) es un naturalista italiano, especialista en la taxonomía de la familia Alliaceae, con énfasis en el género Tulbaghia , y destacadísimo cariólogo. Ha dezarrollado actividades académicas y científicas en la Universidad de Oxford.

## Algunas publicaciones
- canio g. Vosa. 1961. Spontaneous Asynapsis in Tradescantia. Caryologia: International Journal of Cytology, Cytosystematics and Cytogenetics 14 (1): 59-62, doi 10.1080/00087114.1961.10796011

- ------------------. Chromosome variation in Tulbaghia. Heredity 21: 395-412.

- ------------------. 1966b. Seed germination and B-chromosomes in the Leek (Allium porrum). Chromosomes Today 1:24-27.

- ------------------. 1966c. Tulbaghia hybrids. Heredity 21: 675-687.

- ------------------. 1970. Heterochromatin recognition with fluorochromes. Chromosoma (Berl.) 30: 366-372

- p.w. Barlon, canio g. Vosa. 1970. The effect of Bchromosomes on meiosis in Puschkinia libanotica. Chromosoma (Berl.) 30: 344-355.

- canio g. Vosa. 1972. Two-track heredity: differentiation of male and female meiosis in Tulbaghia. Caryologia 25:275-281.

- ------------------. 1973a. Quinacrine fluorescence analysis of chromosome variation in the plant Tulbaghia leucantha. Chromosome Today 4: 345-349.

- ------------------. 1973b. Heterochromatin recognition and analysis of chromosome variation in Scilla sibirica. Chromosoma (Berl.) 43: 269-278.

- ------------------. 1975. The cytotaxonomy of the genus Tulbaghia. Ann. Bot. (Roma) 34: 47-121.

- ------------------. 1976. Heterochromatic banding patterns in Allium. II. Heterochromatin variation in species of the paniculatum group. Chromosoma (Berl.) 57: 119-133.

- ------------------. 1979. Notes on Tulbaghia: 1. A new species from the Eastern Cape and a list of new localities. J.S. Afr. Bot. 45: 127-132.

- ------------------. 1980a. Notes on Tulbaghia: 2. A. On the status of Tulbaghia violacea Haw. B. Tulbaghia fragrans Verdoom—Tulbaghia simmleri Beauv. C. Tulbaghia verdorniae Vosa & Burbidge, two new localities. S. Afr. Bot. 46: 109-114.

- w.g. Filion, canio g. Vosa. 1980b. Quinacrine fluorescence studies in Paris polyphylla. Can. J. Genet. Cyt. 22: 417-420.

- canio g. Vosa. 1981. Notes on Tulbaghia: 3. On the status of Tulbaghia cernua Ave-Lall. J. S. Afr. Bot. 47:57-61.

- ------------------. 1982. Notes on Tulbaghia: 4. A spontaneous hybrid from the Eastern Cape. J. S. Afr. Bot. 48: 241-244.

- ------------------. 1983. Notes on Tulbaghia: 5. Scanning Electron Microscopy of the seed-coat patterns of nineteen species. J. S. Afr. Bot. 49: 251-259.

- ------------------, k. Stergianou. 1990. The cytoecology of the genus Pleione (Orchidaceae). J. Orchid Society of India 4: 29-35.

- ------------------. 1996. Some aspects of karyotype evolution in Eiliflorae: heterochromatin variation and ecology in Alliumpulchellum. Bocconia 5: 267-270.

- ------------------. 1997. Heterochromatin and ecological adaptation in Southern African Ornithogalum (Liliaceae). Caryologia 50: 97-103.

- ------------------. 2000. A revised cytotaxonomy of the genus Tulbaghia (Alliaceae). Caryologia 53 (2): 83-112.

- ------------------. 2004. On the classification of some species of the genus Haworthia, subgenus Haworthia (Asphodelaceae). Caryologia 57 (4): 395-399.

- ------------------. 2005. On chromosome uniformity, bimodality and evolution in the tribe Aloineae (Asphodelaceae). Caryologia 58 (1): 83-85

- ------------------. 2007. Prototulbaghia, a new genus of the Alliaceae family from the Leolo Mountains in Sekhukhuneland, South Africa. Caryologia 60 (3): 273–278.

- s.j. Siebert, canio g. Vosa, a.e. Van Wyk, h. Muller. 2008. Prototulbaghia (Alliaceae), a new monotypic genus from Sekhukhuneland, South Africa. Herbertia 62:76-84.

- canio g. Vosa, a.e. van Wyk, s.j. Siebert, g. Condy. 2011. Prototulbaghia siebertii. Flowering Plants of Africa 62: 22-28

### Libros
- canio g. Vosa. 1970. Chromosome Structure in Species and Hybrids. Ed. University of Oxford, 59 p.

- La abreviatura «Vosa» se emplea para indicar a Canio G. Vosa como autoridad en la descripción y clasificación científica de los vegetales.[5]